# 제43회 NHK 홍백가합전
《제43회 NHK 홍백가합전》(일본어: 第43回NHK紅白歌合戦 다이욘주산카이에누에이치케이코하쿠우타갓센[*])는 1992년 12월 31일에 방송된 통산 42회째인 NHK 홍백가합전이다.

## 소개
NHK 연속 TV 소설 「히라리」의 여자 주인공 이시다 히카리가 홍조(紅組)의 사회를 담당하였고, DREAMS COME TRUE가 「히라리」 주제가를 부른 것 역시 화제였다. NHK TV 40주년을 기념하여 이카루, 미나미 코세츠가 첫 출장하였고, 체커즈는 마지막 무대를 가졌다.

## 사회자
- 종합사회 - 야마카와 시즈오 아나운서
- 홍조(紅組) - 이시다 히카리
- 백조(白組) - 사카이 마사아키
- 라디오중계 - 토쿠다 아키라 아나운서

## 심사원
- 아리모리 유코 : 1992년 하계 올림픽 여자 마라톤 은메달리스트.
- 아케보노 다로 : 92년 스모 혼바쇼에서 오오제키로 승급.
- 코가 토시히코 : 92년 하계 올림픽 남자 유도 71kg 이하급 금메달리스트.
- 후지 스미코 : 93년 NHK 대하드라마 『류큐의 바람』 쇼에이 왕의 왕비 역.
- 나카다 쿠미 : 1992년 하계 올림픽 일본 선수단 기수.
- 노모 히데오 : 3년 연속 퍼시픽 리그 최다 승리·일본 프로 야구 최다 탈삼진의 개인 타이틀 획득.
- 무라카미 히로아키 : 92년 NHK 금요시대극 『腕におぼえあり』 주인공 아오에 마타하치로 역 및 93년 NHK 대하드라마 『불타오르다』에서 후지와라노 기요히라 역.
- 이토 미도리 : 1992년 동계 올림픽 피겨 스케이팅 여자 싱글 은메달리스트.
- 모리 미츠코 : 92년 서보장을 수여받았다.
- 타카하시 카츠히코 : 『불타오르다』의 원작자.

## 출장가수
진한 글씨는 그 해 이긴 조를 나타냄.

괄호 안의 숫자는 출장횟수를 나타냄.

### 1부
- 홍조(紅組) :
  - 모리구치 히로코 (2) 〈スピード〉
  - LINDBERG (1) 〈恋をしようよYeah！Yeah！〉
  - 코자이 카오리 (2) 〈花挽歌〉
  - 이루카 (1) 〈なごり雪〉
  - Mi-Ke (2) 〈涙のバケーション〉
  - 오기노메 요코 (5) 〈コーヒー・ルンバ〉
  - 이토 유카리 (11) 〈ボーイ・ハント〉
  - 아즈사 미치요 (11) 〈こんにちは赤ちゃん〉
  - 야시로 아키 (19) 〈愛の終着駅〉

- 백조(白組) :
  - SMAP (2) 〈雪が降ってきた〉
  - 오노 마사토시 (1) 〈You're the Only・・・〉
  - 야마카와 유타카 (2) 〈夜桜〉
  - 미나미 코세츠 (1) 〈神田川〉
  - 히카루GENJI (5) 〈リラの咲くころバルセロナへ〉
  - 모토키 마사히로 (1) 〈東へ西へ〉
  - 후나키 가즈오 (10) 〈高校三年生〉
  - 듀크 에이세스 (10) 〈見上げてごらん夜の星を〉
  - 고바야시 아키라 (3) 〈さすらい〉

### 2부
- 홍조(紅組) :
  - 나카야마 미호 (5) (&WANDS) 〈世界中の誰よりきっと〉
  - 후지 아야코 (1) 〈こころ酒〉
  - 모리타카 치사토 (1) 〈私がオバさんになっても〉
  - 나카무라 미츠코 (1) 〈河内おとこ節〉
  - 니시다 히카루 (2) 〈生きてるって、素晴らしい〉
  - GAO (1) 〈サヨナラ〉
  - DREAMS COME TRUE (3) 〈晴れたらいいね～紅白バージョン～[1]〉
  - 고다이 나츠코 (3) 〈雪中花〉
  - 마츠하라 노부에 (7) 〈愛冠岬〉
  - "계은숙 (5)·호리우치 타카오 (5) 〈都会の天使たち〉 (합동 무대)"
  - 가와나카 미유키 (10) 〈遣らずの雨〉
  - 쿠도 시즈카 (5) 〈めちゃくちゃに泣いてしまいたい〉
  - 고바야시 사치코 (14) 〈恋螢〉
  - 오오츠키 미야코 (6) 〈白い海峡〉
  - 미야코 하루미 (24) 〈つくしんぼ〉
  - 사카모토 후유미 (5) 〈男惚れ〉
  - 이시카와 사유리 (15) 〈ホテル港や〉
  - 와다 아키코 (16) 〈愛、とどきますか〉
  - 유키 사오리 (12) 〈赤とんぼ～どこかに帰ろう〉

- 백조(白組) :
  - 소년대 (7) 〈太陽のあいつ〉
  - 가몬 다쓰오 (1) 〈替え歌メドレー～紅白バージョン～〉
  - 미카와 켄이치 (9) 〈火の鳥〉
  - 칸무리 지로 (2) 〈炎〉
  - 스즈키 마사유키 (2) 〈もう涙はいらない〉
  - 나카니시 케이조 (1) 〈君のいる星〉
  - X (2) 〈紅（ＫＵＲＥＮＡＩ）〉
  - 요시 이쿠조 (7) 〈雪國〉
  - 토바 이치로 (6) 〈兄弟船〉
  - "계은숙 (5)·호리우치 타카오 (5) 〈都会の天使たち〉 (합동 무대)"
  - 마에카와 키요시 (2) 〈男と女の破片〉
  - 체커즈 (9) 〈フェアウエル・メドレー[2]〉
  - 코메코메 CLUB (1) 〈君がいるだけで～紅白バージョン～[3]〉
  - 모리 신이치 (25) 〈劇場の前〉
  - 타니무라 신지 (6) 〈三都物語〉
  - 이츠키 히로시 (22) 〈終着駅〉
  - 호소카와 타카시 (18) 〈佐渡の恋唄〉
  - 사다 마사시 (5) 〈秋桜（コスモス）〉
  - 키타지마 사부로 (29) 〈帰ろかな〉